# Manche Frauen

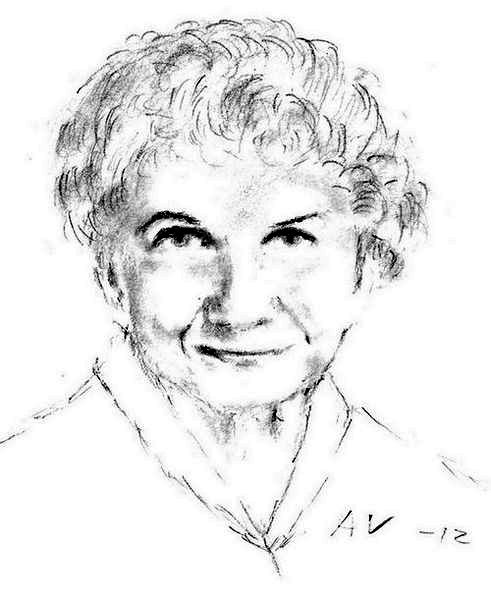
Alice Munro, Nobelpreis für Literatur 2013

Manche Frauen (im Original „Some Women“, 2008/2009) ist eine Kurzgeschichte von Alice Munro. In der Erzählung geht es um einen erkrankten Mann, der keine Aussicht auf Gesundung hat und wie sich vier Frauen um ihn herum verhalten, darunter die jugendliche Erzählerin.

## Handlung
Bei The New Yorker heißt es, in der Geschichte erinnere sich eine Frau an ihren ersten Teenager-Job, bei dem sie sich um einen erkrankten älteren Mann zu kümmern hatte.
Eingangs wundert sich die Ich-Erzählerin, dass sie sich manchmal alt fühlt und wie sich die Zeiten verändert haben; wie in ihrer Jugendzeit zum Beispiel Leukämie-Patienten keine Chance auf ein Überleben hatten. Dann hält sie Rückschau, was sie in ihrem ersten Teenager-Job als Ersatzpflegerin erlebt hat und erzählt die Geschichte, wie Bruce Crozier, der den Krieg überlebt hatte, sein Studium absolviert hatte, geheiratet hatte und nun an Leukämie erkrankt war, von seinem Krankenbett aus mit vier Frauen zu tun bekam: mit seiner erwerbstätigen Ehefrau, mit seiner Stiefmutter, zu der das Ehepaar nun gezogen war, mit der Masseurin der Stiefmutter, Roxanne Hoy, die sich zusätzlich auch als Pflegerin in seinem Zimmer betätigt, und mit der damals jugendlichen Erzählerin, die die unproblematischste Figur zu sein scheint. Erzählt wird, wie sie Zeugin von gewissen Gewaltszenarien der Stiefmutter und der Masseurin wird und bald versucht, diesen zu entkommen, unter anderem indem sie auf Bitten des Kranken dessen Tür von außen abschließt und den Schlüssel ohne Kenntnis der anderen beiden Frauen später seiner Ehefrau gibt, sobald diese von der Arbeit zurückgekehrt ist. Am Ende fasst die Erzählerin den Fortgang des Lebens der anderen drei Frauen und des Erkrankten zusammen und endet mit: „I grew up, and old.“

## Interpretationen
In dieser Erzählung problematisiert Munro das Geben bzw. Nehmen von Pflegeleistungen, insbesondere löse Munro die Grenzziehungen zwischen den Positionen des Gebens und des Nehmens auf, so Amelia DeFalco (2012).
Jonathan Penner hat Some Women als Teil des Bandes Zu viel Glück für die Washington Post rezensiert und meint, es sei ein Nachteil, nichts darüber zu erfahren, welche thematische Verbindung zur Erzählerin heute besteht und der Schluss sei ihm deshalb zu lapidar. Munro würde die Eigenheiten der beteiligten Personen wunderbar evozieren, sei empfindsam gleich einer Spinne für das Zucken und Wanken in ihrem Netz, und dennoch nehme einen die Erzählung für sich ein und das auf erfreuliche Art und Weise.

## Ausgaben
Zuerst veröffentlicht wurde Some Women in der Zeitschrift The New Yorker am 22. Dezember 2008. Die Buchversion ist enthalten im dreizehnten Kurzgeschichtenband der Autorin, Too Much Happiness, der auf Deutsch 2011 mit dem Titel Zu viel Glück publiziert wurde.